# 胡村狐爷庙
胡村狐爷庙是一处古建筑，位于山西省晋中市太谷区胡村镇胡村，建于明。
2021年8月4日，胡村狐爷庙公布为山西省文物保护单位。